# Eng majuscule en exposant
Cette page contient des caractères spéciaux ou non latins. S’ils s’affichent mal (▯, ?, etc.), consultez la page d’aide Unicode.
Ŋ, appelée Eng majuscule en exposant, Eng majuscule supérieur ou lettre modificative latine Eng majuscule, est un symbole phonétique de certaines variantes de l’alphabet phonétique américaniste. Il est formé de l’Eng majuscule ‹ Ŋ › mise en exposant.

## Utilisation
Ben Elson utilise l’Eng majuscule dans une notation phonétique américaniste pour représenter une consonne nasale vélaire sourde [ŋ̊] prononcée de manière réduite, par exemple en fin de mot terminant avec une nasale glissant vers le dévoisement de celle-ci comme dans [ʔan.ʼNa·.tuŋŊ] « mon père » en popoluca de la Sierra.

## Représentations informatiques
L’Eng majuscule en exposant n’a pas été codé dans une norme informatique. Il peut être obtenu avec le formatage de texte, par exemple Ŋ (<sup>Ŋ</sup> en HTML) ou avec des polices de caractères spécifiques non standards.

## Sources
- (en) Ben Elson, « Sierra Popoluca syllable structure », International Journal of American Linguistics, vol. 13, no 1,‎ 1947 (DOI 10.1086/463925 , JSTOR 1263365, lire en ligne )